# MIYAVI
MIYAVI（ミヤビ、1981年9月14日 - ）は、日本のロックミュージシャン、ギタリスト、俳優。兵庫県出身。

## 概要
1999年から2002年にかけて活動したヴィジュアル系バンド"Dué le quartz"の元ギタリスト。その実績などから「サムライギタリスト」の異名を持つ。父親の姓は「李」。韓国人の祖父母と父親がおり「ハーフコリアン」という自身のアイデンティティに誇りを持ち、背中に『李』とタトゥーを入れている。2009年に独立し、個人事務所・J-glam Inc,の代表取締役を務める。日本国外では米国のウィリアム・モリス・エンデヴァー・エンターテイメントとエージェント契約を結んでいる。日本国内ではLDHとマネジメント契約を結んでいる。身長181cm。血液型はAB型。

## 演奏スタイル
激しくパーカッシヴなタッチのプレイスタイルを持ち味とし、ピックを使わないスラップ奏法で演奏している。このスタイルはベースのスラップ奏法や、日本の伝統的な楽器である三味線に影響を受けている。
ヴィジュアル系シンガーとしてデビューし、日本語主体のポップな楽曲を手がけていたが、ロサンゼルス留学を機に徐々に洋楽スタイルに傾倒。歌詞も英語が中心になるとともに、2010年からはヴィジュアル系シーンからは距離を置き、サポートドラマー・BOBO（54-71）と組み、ギターとドラムというシンプルなスタイルでライブ活動を展開している。

## 来歴

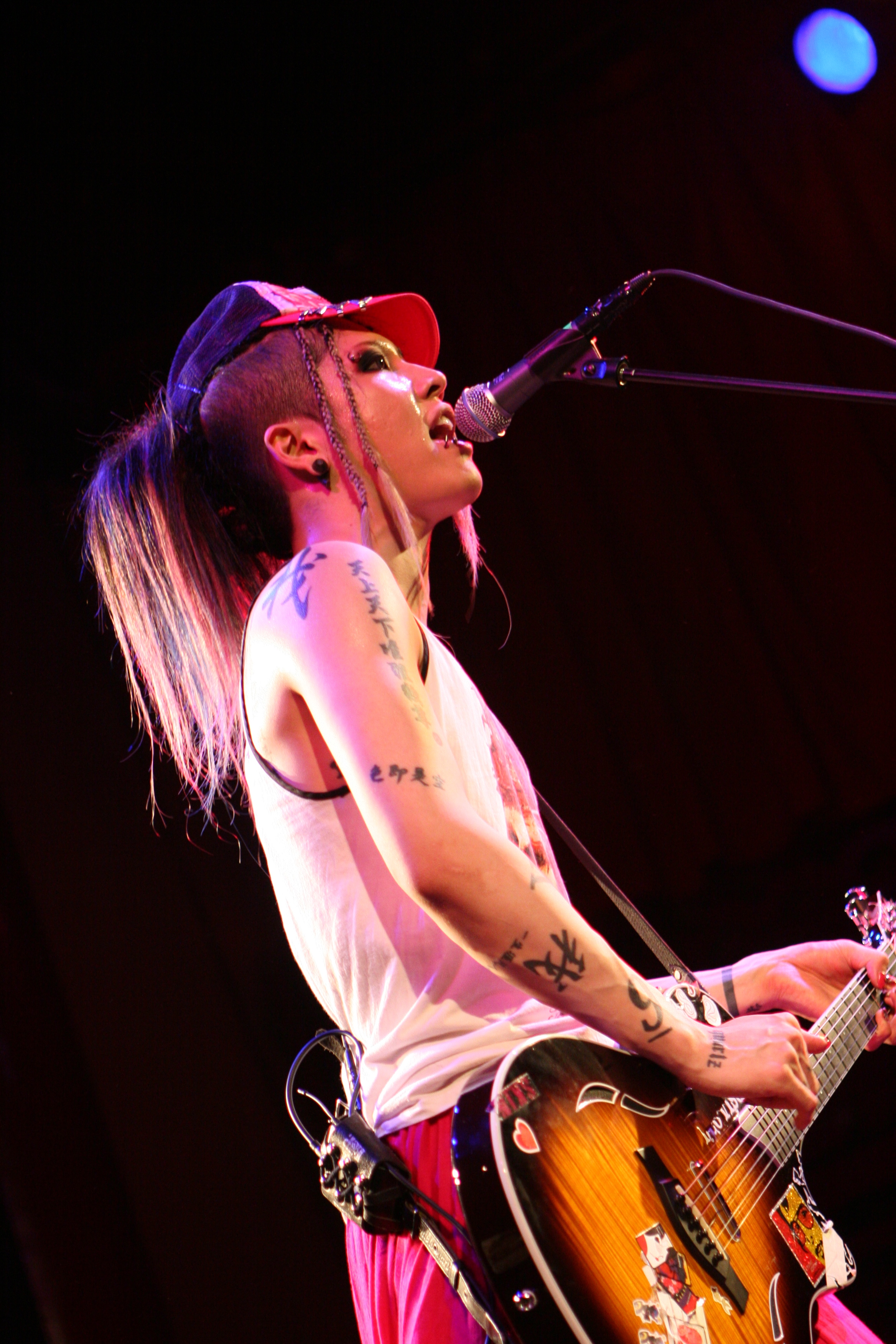
MIYAVI、バルセロナ (2008年)

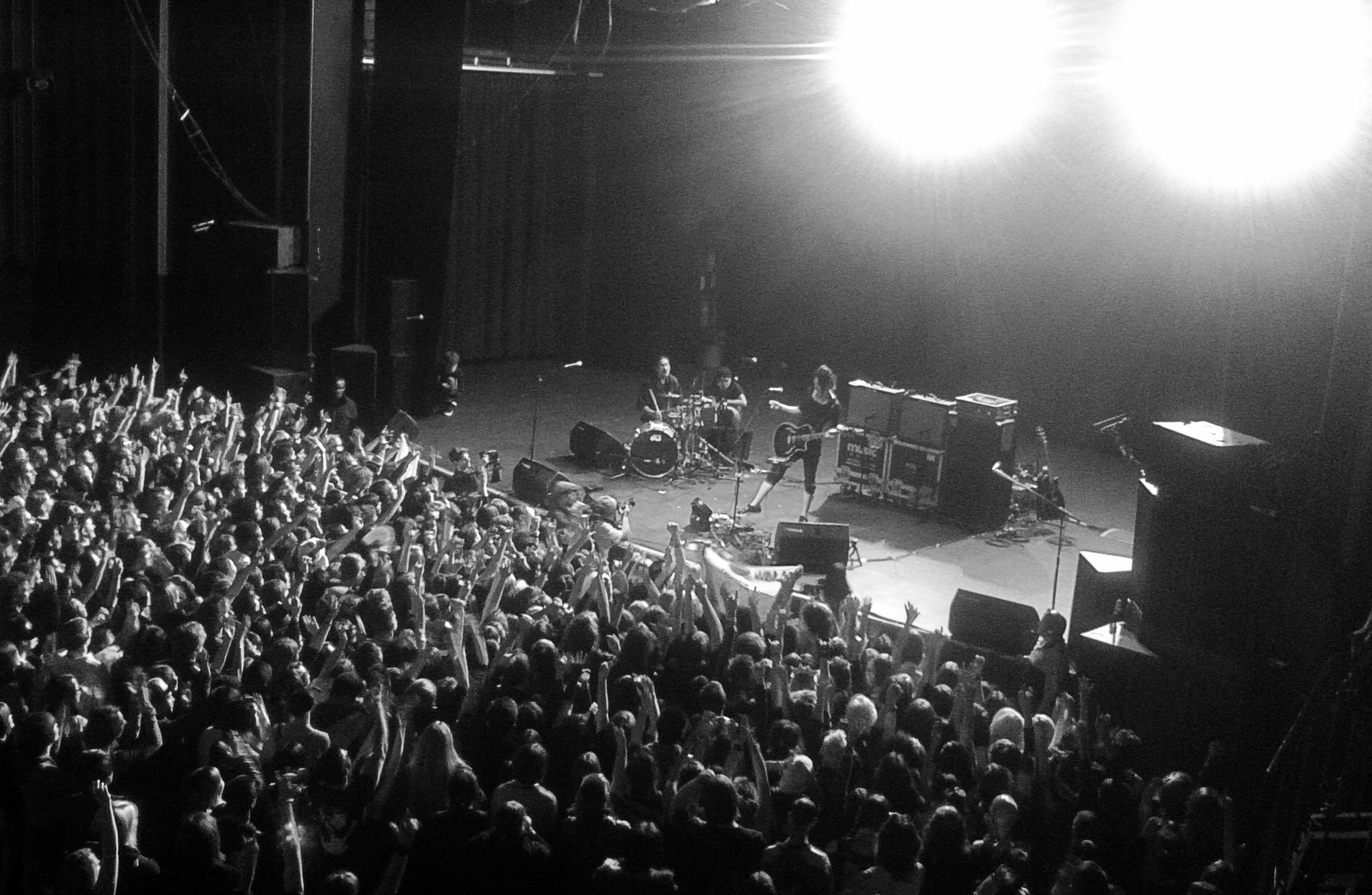
MIYAVI、ロンドン (2011年)

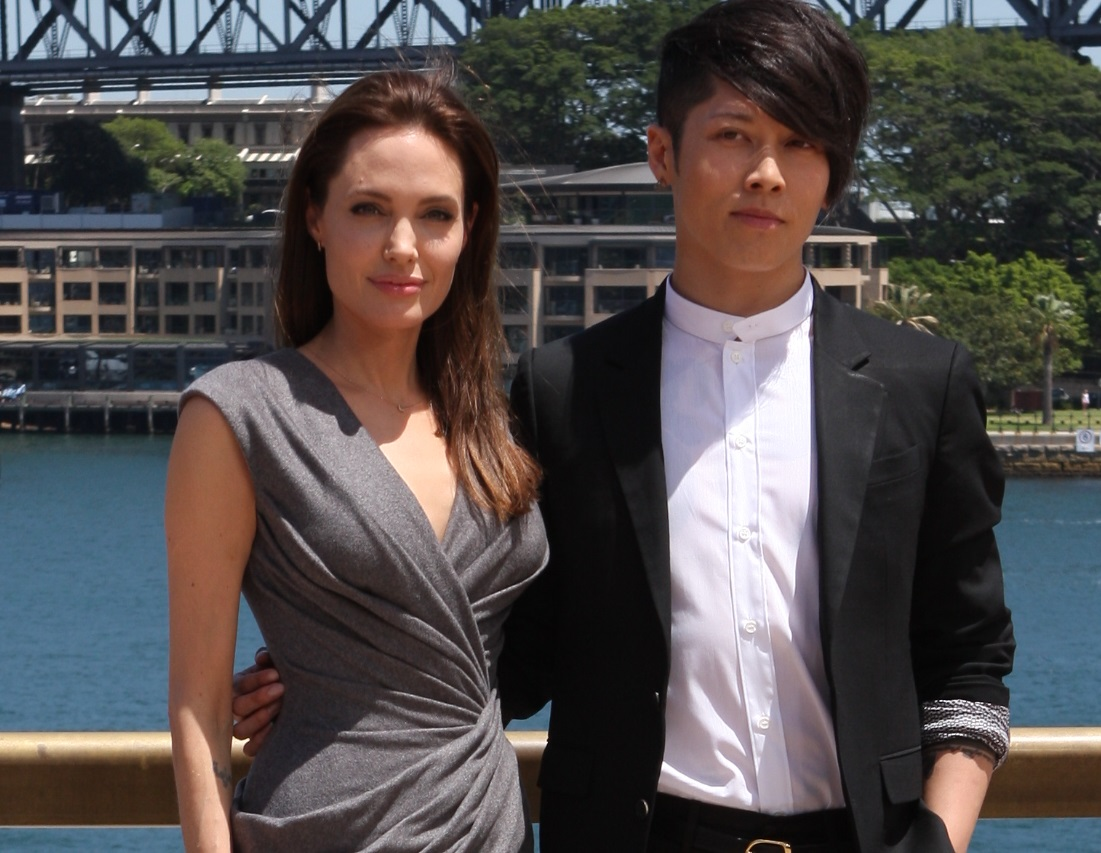
MIYAVIとアンジェリーナ・ジョリー (2014年)

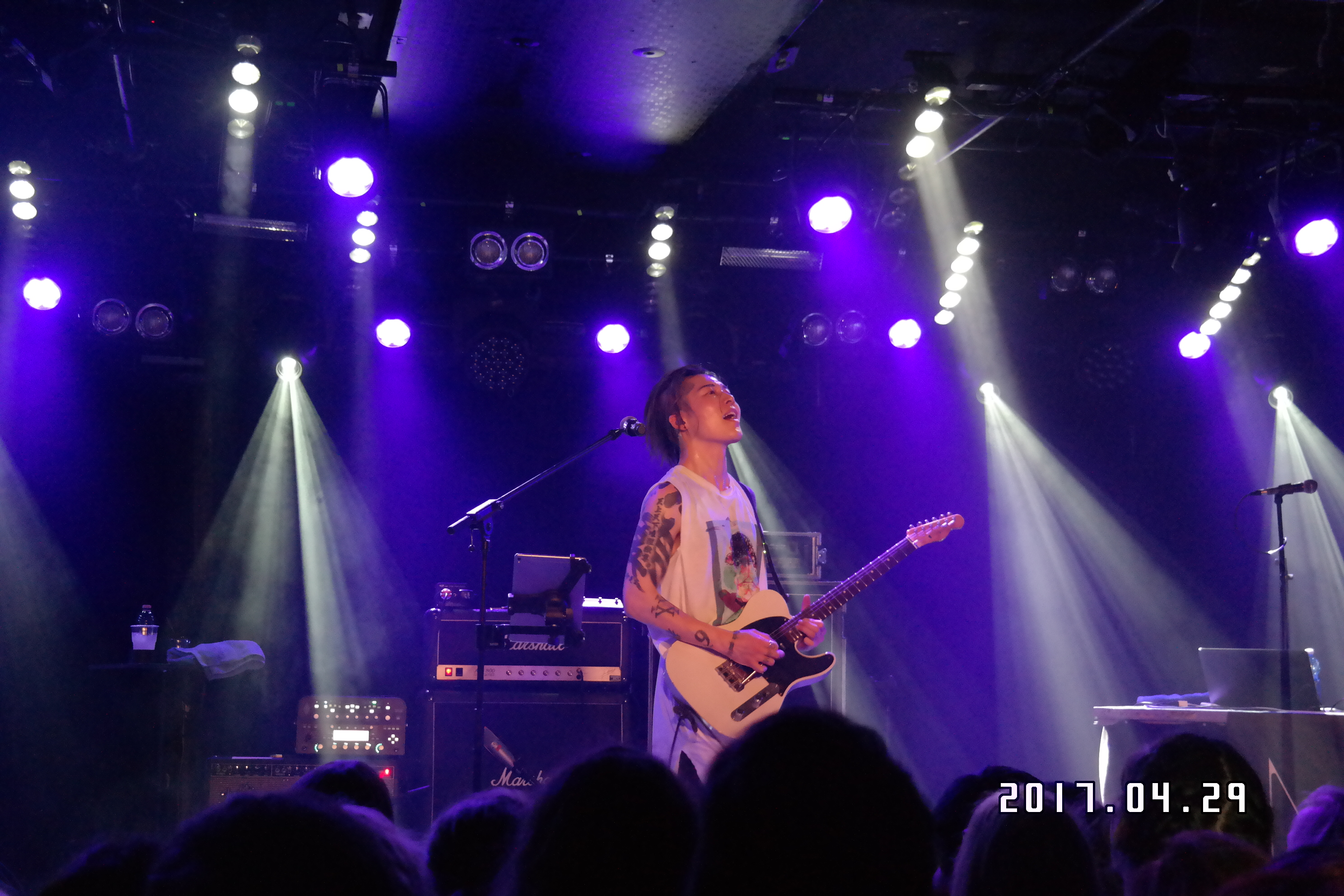
MIYAVI、ブダペスト (2017年)

1981年、大阪府で韓国籍から帰化した父と日本人の母の両親のもとに生まれる。
小学2年生のときにサッカーを始め、中学校に入学すると、日本のプロサッカーチームであるJリーグ・セレッソ大阪のユースチームに所属するようになる。大阪府の選抜選手にも選ばれ、プロのサッカー選手になることを夢見るも15歳の時に足を負傷し、それをきっかけにチームを離脱し、サッカー選手の夢を断念した。
その後、人生の目標を失いグレたMIYAVIは、ミュージシャンに憧れたというのではなく悪さを行うのと同じ感覚で「バンドをやってみようか」と考えて音楽と出会いギターを始める。3コードでも作曲ができることを知り、そのまま学校に行かずギターを弾く生活をはじめ、最終的に高校を自主退学している。17歳のとき恩人の先輩の死にショックを受けそのまま上京する。ライブハウスでヴィジュアル系ロックバンド・Dué le quartzのメンバーと出会い、そのまま一泊し、一晩で作曲を終えたことがきっかけとなり加入することとなった。作詞・作曲・編曲のほぼ全てを手掛けた。
ギタリスト、コンポーザーを経て、2002年10月31日にアルバム『雅楽-gagaku』より、「雅-miyavi-」名義でソロ活動を開始。2004年10月20日、シングル「ロックの逆襲 -スーパースターの条件-/21世紀型行進曲」でユニバーサルミュージックよりメジャーデビュー。10月24日、自身初めてのメジャーデビューイベント黒服限定GIGを開催した。
2006年、シングル「君に願いを」をリリースした後単身ロサンゼルスに3ヶ月間留学。その後日本に帰国し、シングル「咲き誇る華の様に/歌舞伎男子」で活動を再開。またセッションバンド・KAVKI BOIZを新たに結成、ラップ、タップ、和太鼓やボディペイントなど様々なジャンルのパフォーマーと共演。2007年にはX JAPANのYOSHIKIから「このバンドを自身の人生にとって最後のバンドにしたい」と誘われてYOSHIKIが新たに立ち上げた新ユニット・S.K.I.N.にもギタリストとして加入した。
2009年、日系アメリカ人の元歌手であるMelody.と結婚する。
2010年、所属レーベルをEMIミュージック・ジャパンに移籍することを発表。またアーティスト表記を「雅-MIYAVI-」に改めることも発表した。
2011年10月より、トータル・プロデューサーに亀田誠治を迎え、ジャンルの異なるアーティストたちとセッションするプロジェクト「SAMURAI SESSIONS」を始動。2012年11月14日、さまざまなアーティストと“対戦”するコラボレーション・アルバム『SAMURAI SESSIONS vol.1』をリリース。
2014年12月25日公開（2016年2月日本公開）のアンジェリーナ・ジョリー監督映画『不屈の男 アンブロークン』で、俳優としてデビュー。
2017年11月20日、UNHCR（国連難民高等弁務官事務所）の日本人初となる親善大使に任命される。
2019年12月18日、芸能事務所LDH JAPANに2020年1月から正式に移籍することが発表された。
2020年6月16日、イタリアのファッションブランド「GUCCI」がグローバルに展開する”Gucci Off the Grid collection”の広告キャンペーンに起用。キャンペーンムービーが公開された。日本人ミュージシャンがグローバルキャンペーンに抜擢されたのは1921年「グッチ」創設以降、およそ100年の歴史の中で初めてである。
2022年7月20日、レギュラー選手の年俸総額が600億円を超え、シン・銀河系軍団とも称されるフランスのリーグ・アンに所属するパリ・サンジェルマンFCがおよそ27年ぶりに来日し、日本のJリーグチームとプレシーズンマッチを行う、その最初の相手である川崎フロンターレとの試合のオープニングセレモニーでMIYAVIがギターによるパフォーマンスを披露した（2022年7月20日 国立競技場）。
2022年8月9日、WOWOWで放送される欧州サッカーのテーマソングをMIYAVIが担当することが発表された。先月のパリ・サンジェルマンFCの試合でのギターパフォーマンスが好評だったのと、プロギタリストになる前の少年時代にセレッソ大阪のユース選手だった実績を買われての抜擢である。
2022年11月11日にYOSHIKI・HYDE・SUGIZOの3人と「THE LAST ROCKSTARS」の結成を発表。2024年11月11日、THE LAST ROCKSTARSからの脱退を発表した。

## 人物
- 影響を受けたギタリストとしてスティーヴィー・レイ・ヴォーン、ロバート・ジョンソン、サンハウス、B.B.キングらを挙げている、ブルースマンが多い。一方では「誰かをコピーしてもしゃあないと思ってたから、ガチでコピーとかしたことないです」「世界にはクラプトンもジミヘンもB.B.キングも、もういるわけですよ。だから俺がやる必要なくて」と2017年3月のインタビューで語っている[10]。
- 自身のファンの事を「Co-miyavi＝仔雅（こみやび）」と呼ぶ。
- アンジェリーナ・ジョリーが監督を務めたハリウッド映画『不屈の男 アンブロークン』に出演したことがきっかけで、その後、アンジェリーナ・ジョリー、ブラッド・ピット夫妻とは家族ぐるみの付き合いがある。映画のキャストにMIYAVIが抜擢されたのも元々はアンジーがYouTubeなどを通してMIYAVIのギタープレイを前々から鑑賞しており、アンジーがMIYAVIの大ファンであったことがきっかけである[27][28]。
- アンジェリーナ・ジョリーと交流を持ったことがきっかけで、その縁から、アンジーが特別大使を務めているUNHCR（国連難民高等弁務官事務所）にも参加し、世界の難民の支援活動なども行っている[29]。
- 影響を受けた日本のアーティスト（ギタリスト）としては布袋寅泰、hide、高中正義の3人の名前を挙げている、特にhideに対しての思い入れは強く、MIYAVIが日本の音楽業界でソロデビューした際、MIYAVIの周りを固めていたのはかつてhideをプロデュースしていたhideのスタッフたちであり、その時にhideの生き様や音楽に対して真剣に向き合うひたむきさ、ロックスターとしての振る舞い方など、様々なことを学ばせて貰ったと語っている。またソロデビュー後初のライブであった渋谷公会堂でのライブで共演したX JAPANのPATA（hideの盟友だったギタリスト）から「まるでhideと一緒に演奏してるみたいだ」と言われたことに感銘を受け、身が引き締まる思いになり、「自分もhideさんのようにもっと後世に語り継がれていくようなアーティストになりたいな」と思うようになったとも語っている[30][31]。
- 2019年9月1日、TBS系の情報番組『サンデージャポン』で悪化する日韓関係が特集された際には、祖父母が韓国出身であることから、番組内で「自分自身は日本で生まれて日本国籍で日本人として世界を回ってるんですけど、ミュージシャンとして韓国によく行くんですね。韓国にもファンの人がいるけど、みんな日本のこと大好きですし、日本の子たちも韓国の文化を好きな人もたくさんいる」「個人的にお互い政府も含めて、理解する姿勢をもっと持ってアジアの同胞として新しい日韓関係を築いて欲しい」などと述べた[32]。

## ディスコグラフィ

### シングル
|              | リリース日     | タイトル                                                                  | オリコン チャート | オリコン チャート |              |              |
| 最高 順位    | リリース日     | タイトル                                                                  | 登場 回数         |                   |              |              |
| インディーズ | インディーズ   | インディーズ                                                              | インディーズ      | インディーズ      | インディーズ | インディーズ |
| ------------ | -------------- | ------------------------------------------------------------------------- | ----------------- | ----------------- | ------------ | ------------ |
| 1st          | 2002年11月30日 | 死んでもBoogie-Woogie                                                     | -                 | -                 |              |              |
| 2nd          | 2002年11月30日 | POP is dead                                                               | -                 | -                 |              |              |
| 3rd          | 2002年12月18日 | ジングルベル (仮)                                                         | 40位              | 4回               |              |              |
| 4th          | 2003年4月16日  | 自分革命-2003-                                                            | 30位              | 3回               |              |              |
| 5th          | 2003年6月25日  | タリラリタララ♪                                                           | 42位              | 2回               |              |              |
| 6th          | 2003年9月3日   | Coo quack cluck -ク・ク・ル-                                              | 43位              | 3回               |              |              |
| 7th          | 2004年6月23日  | あしタ、元気ニなぁレ。                                                    | 22位              | 4回               |              |              |
| メジャー     |                |                                                                           |                   |                   |              |              |
| 1st          | 2004年10月20日 | ロックの逆襲 -スーパースターの条件-/21世紀型行進曲                        | 10位              | 7回               |              |              |
| 2nd          | 2005年5月4日   | Freedom Fighters -アイスクリーム持った裸足の女神と、機関銃持った裸の王様- | 10位              | 5回               |              |              |
| 3rd          | 2005年10月12日 | 結婚式の唄〜季節はずれのウエディングマーチ〜/Are you ready to ROCK?       | 6位               | 8回               |              |              |
| 4th          | 2006年1月18日  | セニョールセニョーラセニョリータ/Gigpigブギ                               | 10位              | 5回               |              |              |
| 5th          | 2006年4月12日  | Dear my friend/愛しい人                                                   | 6位               | 6回               |              |              |
| 6th          | 2006年7月5日   | 君に願いを                                                                | 26位              | 4回               |              |              |
| 7th          | 2007年6月20日  | 咲き誇る華の様に/歌舞伎男子                                               | 12位              | 7回               |              |              |
| 8th          | 2007年11月14日 | 素晴らしきかな、この世界 -WHAT A WONDERFUL WORLD-                         | 13位              | 4回               |              |              |
| 9th          | 2008年1月16日  | 陽の光さえ届かないこの場所で feat. SUGIZO                                 | 10位              | 4回               |              |              |
| 10th         | 2010年9月15日  | TORTURE                                                                   | 26位              | 3回               |              |              |
| 11th         | 2011年2月2日   | WHAT'S MY NAME? e.p.                                                      | 57位              | 3回               |              |              |
| 12th         | 2011年10月5日  | STRONG                                                                    | 22位              | 4回               |              |              |
| 13th         | 2012年7月11日  | Day 1                                                                     | 44位              | 2回               |              |              |
| 14th         | 2013年2月20日  | Ahead Of The Light                                                        | 21位              | 4回               |              |              |
| 15th         | 2014年9月10日  | Real?                                                                     | 23位              | 4回               |              |              |
| 16th         | 2022年3月23日  | Strike It Out                                                             | 59位              | 1回               |              |              |
| 17th         | 2024年5月8日   | Running In My Head                                                        |                   |                   |              |              |

### 配信限定シングル
| 発売日         | タイトル                                     | レーベル                     | 収録アルバム                            |
| -------------- | -------------------------------------------- | ---------------------------- | --------------------------------------- |
| 2010年3月10日  | Survive                                      | EMI Music Japan              | What's My Name?                         |
| 2012年10月30日 | Ganryu / MIYAVI vs HIFANA                    | EMI Music Japan              | SAMURAI SESSIONS vol.1                  |
| 2012年10月31日 | SILENT ANGER / MIYAVI vs TAKESHI HOSOMI      | EMI Music Japan              | SAMURAI SESSIONS vol.1                  |
| 2012年11月28日 | The Best 3                                   | EMI Music Japan              |                                         |
| 2014年12月10日 | Let Go                                       | Virgin Music/Universal Music | The Others                              |
| 2015年7月8日   | Mission: Impossible Theme                    | Virgin Music/Universal Music |                                         |
| 2016年4月29日  | Afraid To Be Cool / Raise Me Up              | Virgin Music/Universal Music | Fire Bird                               |
| 2018年3月14日  | Long Nights (World Mix) [feat. Sonita]       | Virgin Music/Universal Music |                                         |
| 2018年4月25日  | So On It (feat. Seann Bowe & Meron Ryan)     | Virgin Music/Universal Music |                                         |
| 2018年7月25日  | Get Into My Heart / MIYAVI vs シシド・カフカ | Virgin Music/Universal Music | SAMURAI SESSIONS vol.3 -Worlds Collide- |
| 2019年7月3日   | 千客万来 / DAOKO×MIYAVI                      | Virgin Music/Universal Music | NO SLEEP TILL TOKYO                     |
| 2020年9月4日   | Holy Nights (Lockdown 2020)                  | Virgin Music/Universal Music |                                         |
| 2020年9月14日  | Over The Rainbow                             | Virgin Music/Universal Music |                                         |
| 2022年5月11日  | Beyond META / 花譜&MIYAVI                    | KAMITSUBAKI RECORD           |                                         |
| 2022年6月17日  | Futurism                                     | Purple One Star              |                                         |
| 2022年11月18日 | Ring Em Up                                   | Golden State Entertainment   |                                         |
| 2023年5月11日  | RAYS / NOILION×MIYAVI                        | Lantis                       |                                         |

### アルバム

#### スタジオアルバム
|              | リリース日     | タイトル                               | オリコン チャート | オリコン チャート |              |              |
| 最高 順位    | リリース日     | タイトル                               | 登場 回数         |                   |              |              |
| インディーズ | インディーズ   | インディーズ                           | インディーズ      | インディーズ      | インディーズ | インディーズ |
| ------------ | -------------- | -------------------------------------- | ----------------- | ----------------- | ------------ | ------------ |
| 1st          | 2002年10月31日 | 雅楽-gagaku                            | -                 | -                 |              |              |
| 2nd          | 2003年12月2日  | 雅-galyuu-流                           | 44位              | 2回               |              |              |
| メジャー     |                |                                        |                   |                   |              |              |
| 1st          | 2005年6月1日   | 雅-miyavizm-主義                       | 10位              | 4回               |              |              |
| 2nd          | 2006年8月2日   | MYV☆POPS                               | 15位              | 3回               |              |              |
| 3rd          | 2006年9月13日  | 雅-みやびうた-歌 〜独奏〜              | 25位              | 2回               |              |              |
| 4th          | 2008年3月19日  | 雅-THIS IZ THE JAPANESE KABUKI ROCK-   | 25位              | 5回               |              |              |
| 5th          | 2010年10月13日 | WHAT'S MY NAME?                        | 26位              | 3回               |              |              |
| 6th          | 2012年11月14日 | SAMURAI SESSIONS vol.1                 | 21位              | 12回              |              |              |
| 7th          | 2013年6月19日  | MIYAVI                                 | 8位               | 13回              |              |              |
| 8th          | 2015年4月15日  | The Others                             | 10位              | 6回               |              |              |
| 9th          | 2016年8月31日  | Fire Bird                              | 11位              |                   |              |              |
| 10th         | 2017年11月8日  | SAMURAI SESSIONS vol.2                 | 11位              | 5回               |              |              |
| 11th         | 2018年12月5日  | SAMURAI SESSIONS vol.3-Worlds Collide- | 32位              | 3回               |              |              |
| 12th         | 2019年7月24日  | NO SLEEP TILL TOKYO                    | 17位              | 5回               |              |              |
| 13th         | 2020年4月22日  | Holy Nights                            | 11位              | 7回               |              |              |
| 14th         | 2021年9月15日  | Imaginary                              | 25位              | 2回               |              |              |

#### その他のアルバム
| リリース日     | タイトル                                                     | オリコン チャート | オリコン チャート |
| リリース日     | タイトル                                                     | 最高 順位         | 登場 回数         |
| -------------- | ------------------------------------------------------------ | ----------------- | ----------------- |
| 2007年7月18日  | 7 SAMURAI SESSIONS -We're KAVKI BOYZ-                        | 44位              | 3回               |
| 2008年8月27日  | AZN PRIDE-THIS IZ THE JAPANESE KABUKI ROCK                   | 44位              | 2回               |
| 2008年12月24日 | 雅-miyavi- Remixx album 【Room No.382】 Remixed by TeddyLoid | 127位             | 2回               |
| 2009年4月22日  | VICTORY ROAD TO THE KING OF NEO VISUAL ROCK -SINGLES-        | 65位              | 5回               |
| 2010年3月24日  | FAN'S BEST                                                   | 212位             | 1回               |
| 2011年5月2日   | LIVE IN LONDON 2011                                          | -                 | -                 |
| 2017年4月5日   | ALL TIME BEST“DAY 2”                                         | 14位              | 7回               |
| 2022年11月23日 | MIYAVIVERSE - Anima -                                        | -                 | -                 |
| 2023年8月9日   | MIYAVI Virtual Live 7.0 in OASIS KYOTO                       | -                 | -                 |

### 映像作品
| リリース日     | タイトル                                                                                            |              |              |              |              |              |
| インディーズ   | インディーズ                                                                                        | インディーズ | インディーズ | インディーズ | インディーズ | インディーズ |
| -------------- | --------------------------------------------------------------------------------------------------- | ------------ | ------------ | ------------ | ------------ | ------------ |
| 2003年7月23日  | デーブーイデー“下剋上”                                                                              |              |              |              |              |              |
| 2004年8月21日  | 一人芸                                                                                              |              |              |              |              |              |
| 2004年12月1日  | 雅-miyavi-インディーズ・ラスト LIVE in 日本武道館（ってそのままやんけ。）〜「This is 王道。」編     |              |              |              |              |              |
| 2005年1月12日  | 雅-miyavi-インディーズ・ラスト LIVE in 日本武道館（タイトル長いな、しかし!!）〜「のり子の一日」編   |              |              |              |              |              |
| メジャー       | |              |              |              |              |              |
| 2005年12月7日  | 一人芸2 〜帰ってきたMr.ヴィジュアル系〜                                                             |              |              |              |              |              |
| 2007年1月17日  | 一人芸3                                                                                             |              |              |              |              |              |
| 2007年5月2日   | 25周年記念公演・東京芸術劇場5days 〜独奏〜                                                          |              |              |              |              |              |
| 2008年5月7日   | The Beginning Of NEO VISUALIZM Tour 2007-下克上-Live at 渋谷公会堂（C.C.Lemon Hall） 2007年12月25日 |              |              |              |              |              |
| 2008年12月24日 | THIS IZ THE ORIGINAL SAMURAI STYLE-雅的二十一世紀型世界見聞録+歌舞伎男子的近代浮世動画集            |              |              |              |              |              |
| 2009年11月4日  | VICTORY ROAD TO THE KING OF NEO VISUAL ROCK -CLIPS-                                                 |              |              |              |              |              |
| 2010年3月24日  | NEO TOKYO SAMURAI BLACK WORLD TOUR vol.1                                                            |              |              |              |              |              |
| 2014年9月10日  | MIYAVI, the Guitar Artist-SLAP THE WORLD TOUR 2014                                                  |              |              |              |              |              |

### 参加作品
| リリース日     | アーティスト                 | タイトル | 収録作品                                    |
| -------------- | ---------------------------- | --- | ------------------------------------------- |
| 2011年2月9日   | LIL                          | BLACK WALL feat.雅-MIYAVI- | Synchronize                                 |
| 2011年8月17日  | 布袋寅泰                     | GUITARHYTHM | ALL TIME SUPER GUEST                        |
| 2011年9月28日  | 土屋アンナ                   | Master Blaster | UNCHAINED GIRL                              |
| 2012年1月25日  | 野宮真貴                     | スーパースター | 30 〜Greatest Self Covers & More!!!〜       |
| 2014年1月1日   | 上妻宏光                     | クロスロード featuring MIYAVI | GEN-源-                                     |
| 2015年2月18日  | 上妻宏光                     | 月影 / 上妻宏光&MIYAVI | 日本流伝心祭 クサビ                         |
| 2017年9月6日   | シェネル                     | Remember My Name feat. MIYAVI | METAMORPHOSIS                               |
| 2018年3月21日  | SKY-HI                       | Gemstone | ベストカタリスト -Collaboration Best Album- |
| 2018年6月6日   | hide                         | ピンク スパイダー | hide TRIBUTE IMPULSE                        |
| 2018年7月25日  | シシド・カフカ               | blue n' red | DOUBLE TONE Disc2:オリジナル盤              |
| 2019年11月22日 | ユナ                         | Teenage Heartbreak (feat. MadeinTYO & MIYAVI) | 配信シングル                                |
| 2019年1月16日  |                              | 1000 Miles Away | 北斗の拳 35th Anniversary Album "伝承"      |
| 2021年11月10日 | Char&Fender All Stars        | We Love Music (feat. あいにゃん, INORAN, Ken, J, すぅ, TOMOMI, ハマ・オカモト, HARUNA, Michiya Haruhata, 日野 "JINO" 賢二, MAMI, MIYAVI, 山内総一郎 & Rei) | 配信シングル                                |
| 2022年1月26日  | MeiMei                       | Strangers (feat. MIYAVI) | 配信シングル                                |
| 2022年11月30日 | THE RAMPAGE from EXILE TRIBE | ROUND UP feat. MIYAVI | ROUND UP feat. MIYAVI/KIMIOMOU              |

### 参加したプロデューサー
- 2014年
  - ジャム&ルイス
- 2015年
  - ドリュー&シャノン

### 楽曲提供
| リリース日    | アーティスト                  | タイトル                                          | 収録作品                           |
| ------------- | ----------------------------- | ------------------------------------------------- | ---------------------------------- |
| 2013年9月11日 | 山下智久                      | Stand Alone                                       | A NUDE                             |
| 2014年7月16日 | SMAP                          | Top Of The World                                  | Top Of The World/Amazing Discovery |
| 2015年9月9日  | SMAP                          | Otherside                                         | Otherside/愛が止まるまでは         |
| 2018年4月25日 | Kis-My-Ft2                    | FREEZE                                            | Yummy!!                            |
| 2020年1月22日 | Marie starring MIKA NAKASHIMA | イノサン Rouge（作曲・編曲） 無垢なるもの（作曲） | イノサン Rouge                     |

- KREVA
- 土屋アンナ
- 野宮真貴

## 出演

### 映画
- おれさま（2003年、インディーズ/近藤廣行監督） - 主演
- 不屈の男 アンブロークン（2014年、アメリカ/アンジェリーナ・ジョリー監督） - ワタナベ伍長 役[14]
- キングコング:髑髏島の巨神（2017年3月25日、アメリカ/ジョーダン・ヴォート＝ロバーツ監督） - グンペイ・イカリ 役[36]
- BLEACH 死神代行篇（2018年7月20日、日本/佐藤信介監督） -  朽木白哉 役[37]
- ギャングース（2018年11月23日公開、日本/入江悠監督） - 安達智也 役
- ミュータンツ 光と闇の能力者（2019年未公開、アメリカ/ジョー・シル監督） - ジン 役[38][39][40][41]
- マレフィセント2（2019年10月18日公開、アメリカ/ヨアヒム・ローニング監督） - ウド 役
- ケイト（2021年9月10日配信、アメリカ/セドリック・ニコラス＝トロイアン監督、Netflix映画） - 城島 役
- ヘルドッグス（2022年9月16日公開、日本/原田眞人監督） - 十朱義孝 役[42]
- ファミリア（2023年1月6日公開、日本/成島出監督） - 榎本海斗 役

### ネット配信ドラマ
- FOLLOWERS（2020年2月27日、Netflix） - 本人役

### ネット配信番組
- ザ・マスクド・シンガー（2021年9月3日 - 、Amazon Prime Video） - パネリスト[43]
- Call me by Fire 4 （原題：披荆斩棘）（2024年8月 - 10月、Mango TV）[44]

### CM・広告
- ロッテ「ゼウス」（2012年）
- Android（2015年）
- ビーツ・エレクトロニクス-au（2016年）
- HONDA「FIT」（2017年）
- 楽天モバイル（2020年）
- GUCCI「Gucci Off the Grid collection」グローバル広告キャンペーン（2020年）
- ヤンマー「#Find A Way ～進もう、未来へ～」（2024年）

## 著書
- 2018年11月16日、初エッセイ『何者かになるのは決してむずかしいことじゃない』（宝島社、ISBN 978-4800285867）

## 受賞
- WEIBO MUSIC AWARDS 2024 年間海外HOTアーティスト賞（2024年）[45]